# جزر سيلايار

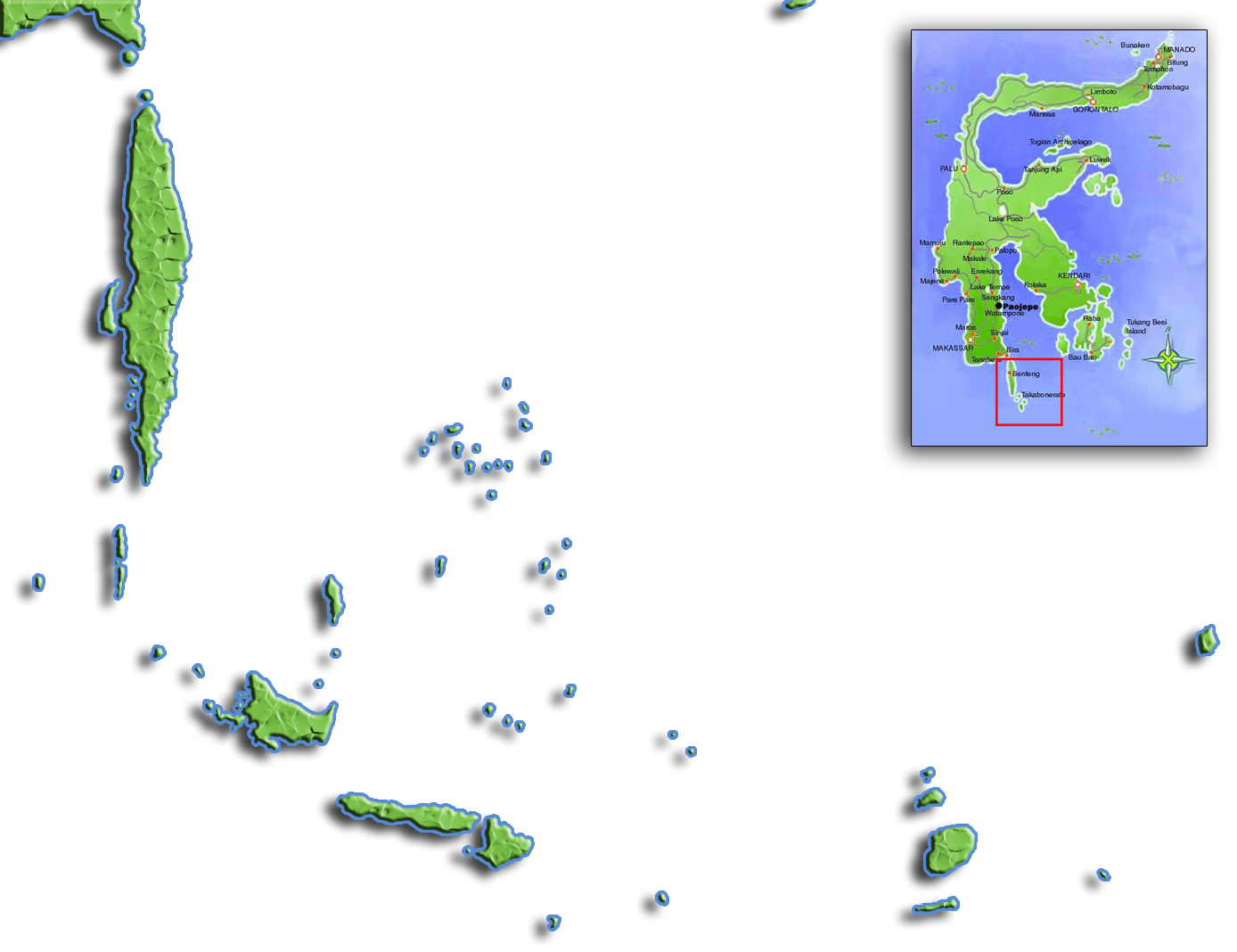
جزر سالايار

جزر سالايار (بالإندونيسية: Kabupaten Selayar وبالهولندية: Saleijer)، هي أرخبيل إندونيسي، وهي جزء من مقاطعة سولاوسي الجنوبية. وتقع الجزر في بحر فلوريس بين جزيرتي سولاوسي وفلوريس.
مساحة الجزر تبلغ 903،35 كم² ويبلغ عدد سكانها حوالي 100،000 نسمة، وتضم 73 الجزر الرئيسية أبرزها جزيرة سيلايار. تقع إلى الشرق جزيرة كالاتوا وجزيرة كارومبا لومبو، أما غربها فتقع جزر سابالانا. تتميز الجزر بكونها موقعا للغوص ومتنوعة حيوياً.

## قائمة الجزر
- جزيرة سيلايار، وهي الجزيرة الرئيسية ومساحتها 248 كم²
- جزيرتي بولاسي وتامبالونغانغ (تقعان جنوب جزيرة سيلايار)
- جنوب جزيرة بولاسي تقع الجزر التالية:
  - جزيرة تاناهجامبيا (أو تانا جامبيا)، تقع عليها قرية أوجونغ
  - جزيرة لابوهانماريج
  - جزيرة باتو الصغيرة
- شرق جزيرة بولاسي تقع الجزر التالية:
  - جزيرة كايو أدي
  - جزيرة بانجانغ
- شرق جزيرة كايو أدي تقع الجزر التالية:
  - جزر مكان، والتاي تتكون من:
    - جزر تاكابونيرات، والتي تتكون من الكثير من الجزيرات المرجانية.
    - جزر لاتوندو
    - جزيرة راجوني
    - جزيرة تيمابو
    - جزيرة باسي تيلو
    - جزيرة تاكا لومونغان
- جزيرة كالاو، وتقع عليها قرية بونيوجيه
- جزيرة بونيرات، وتقع جنوب جزيرة كالاو
- جزيرة باهولوانغ... وجز أخرى

## الجغرافية
مضيق سيلايار يبلغ عمقه أكثر من 100 قامة، وفيه تيار قوي يشكل خطراً على السفن المحلية للتنقل. طبقات جزيرة سيلايار مكونة من الصخور الرسوبية المكون من الكورافين والحجر الجيري والحجر الرملي ما عدا في الشمال والشمال الغربي من الجزيرة حيث تكون مغطاة بالتربة الخصبة.
الحواجز المائية تشكل سلسلة في جميع أنحاء الجزيرة من الشمال إلى الجنوب، حتى تصل إلى ارتفاع 5840 قدما في بونتونا هارو ثم تشهد انحدارا شديدا على الساحل الشرقي.

## السكان
أغلب سكان الجزر هم مكسريون والبوغيون إضافة للسكان الاصليين من اللوفو والبوتون.
يقدر عدد السكان 57000 نسمة في الجزيرة الرئيسية و24000 نسمة على الجزر الأخرى. يتكلمون لغة مكسر، وأكثر السكان مسلمون (على رغم وجود العديد من الديانات والعادت الوثنية الباقية لحد الآن)، ويعلمون بالزراعة والصيد والملاحة التجارية واستخراج الملح (على الساحل الجنوبي) والنسيج. تعمل بحقول الزراعة والأعمال الأخرى فئة مستضعفة وتقوم بإنتاج القطن والتبغ وخيار البحر وغلاف جسم السلحفاة وجوز الهند وزيت جوز الهند والملح والتي يتم تصدريها. هناك الهجرات المتكررة من الجزر إلى سولاوسي وأجزاء أخرى من الأرخبيل. لهذا السبب تستخدم الخيول وجواميس الماء في هذه الأعمال، غالبا ما تقارن جزر سيلايار مع مادورا، إذا إنها في نفس الأهمية لبحر سيليبس كما هي مادورا لبحر جاوة.

## البيئة المائية
هناك أسماك القرش المائلة للبياض والمائلة للسواد والرمادية على عمق أكثر من 40 متراً والمرجان المروحي والشعاب المرجانية الناعمة والإسفنجيات وأسماك الشعاب المرجانية الضخمة الملونة في الأجزاء الضحلة.

## مواقع الغوص
مواقع الغوص في الجزر المجاورة:
- جزيرة تاكاهاجي المرجانية (جزيرتي بولاسي وتامبالونغانغ) وتبعد من ساعة ونصف إلى 3 ساعات وتتميز بالأسماك البحرية والدخس والحيتان.
- جزر تاكابونيرات: تبعد مسافة 3 إلى 4 ساعات وتمتاز بالأسماك البحرية والدخس والسلاحف والشعاب المرجانية الناعمة الكثيرة، والمرجان المروحي.
- جزيرة تاناهجامبيا المرجانية: تبعد مسافة 3 إلى 4 ساعات، وتم العديد من الجزر الصغيرة في هذه الجزر المرجانية والأسماك البحرية والدخس والسلاحف والشعاب المرجانية الناعمة كثيرة.